# Odessey and Oracle
| 평가 점수                         | 평가 점수 |
| 출처                              | 점수      |
| --------------------------------- | --------- |
| AllMusic                          | [ 9 ]     |
| Robert Christgau                  | A−        |
| The Encyclopedia of Popular Music | [ 11 ]    |
| Pitchfork                         | 9.3/10    |
| Q                                 | [ 13 ]    |
| Record Mirror                     | [ 14 ]    |
| Sputnikmusic                      | 5/5       |

《Odessey and Oracle》는 영국의 록 밴드 좀비스의 두 번째 스튜디오 음반이다. 1968년 4월 19일, 영국에서는 CBS 레코드를 통해, 1968년 7월 15일, 미국에서는 데이트 레코드를 통해 발매되었다. 이 음반은 1967년 6월부터 8월 사이, 런던에 있는 EMI 스튜디오 (현재의 애비 로드 스튜디오)와 올림픽 스튜디오에서 주로 녹음되었다.
좀비스는 데카 레코드에서 계약 해지된 후 이 세션을 자비로 녹음했다. CBS와 계약한 후 두 장의 싱글과 이어서 음반이 발매되었지만, 비평과 상업 양면에서 무관심 속에 묻혔고 밴드는 조용히 해체되었다. 음반에 수록된 세 번째 싱글 〈Time of the Season〉은 CBS 소속 프로듀서 알 쿠퍼가 데이트 레코드를 통해 발매할 것을 추천한 뒤, 1969년 초 미국에서 뜻밖의 히트를 기록하게 되었다.
음반은 점차 비평가들의 찬사를 받으며 컬트적인 팬덤을 형성했고, 이후 1960년대 가장 찬사를 받는 음반 중 하나가 되었다. 2003년 《롤링 스톤》이 선정한 "역사상 가장 위대한 음반 500장" 목록에서 80위에 올랐다. 2020년 《롤링 스톤》이 목록을 개정했을 때는 243위로 평가되었다.

## 배경
《Odessey and Oracle》는 좀비스가 영국 CBS 레이블과 음반 계약을 체결한 후 녹음되었다. 그들은 1967년 6월에 음반 작업을 시작했다. 열두 곡 중 아홉 곡은 EMI 스튜디오 (현재 애비 로드 스튜디오)의 스튜디오 3에서 녹음되었는데, 그곳은 핑크 플로이드가 데뷔 음반 《The Piper at the Gates of Dawn》을 막 녹음한 장소였다. 〈Friends of Mine〉은 6월 1일에 녹음되었고, 〈A Rose for Emily〉는 6월 1일에 시작되어 7월 10일에 완성되었다(테이크 3에서 테이크 5로 감축). 〈This Will Be Our Year〉는 6월 2일 (테이크 4)과 8월 15일 (호른 오버더빙)에 녹음되었고, 〈Hung Up on a Dream〉은 7월 10~11일에 녹음되었으며 (테이크 3에서 테이크 7로 감축), 〈Butcher's Tale (Western Front 1914)〉는 7월 20일 (테이크 1)에 녹음되었다. EMI 세션에서는 《Sgt. Pepper's Lonely Hearts Club Band》 녹음에 사용된 것과 같은 스튜더 4트랙 기계를 사용했다.
1967년 7월 말, EMI 스튜디오를 사용할 수 없게 되자 좀비스는 임시로 올림픽 스튜디오로 옮겨 〈Beechwood Park〉, 〈Maybe After He's Gone〉, 〈I Want Her, She Wants Me〉를 녹음했다. 이후 8월 중순에 다시 EMI로 돌아와 8월 16일~17일에 〈Care of Cell 44〉 (테이크 4에서 테이크 5로 감축)와 〈Brief Candles〉 (테이크 9에서 테이크 10으로 감축)를 녹음했으며, 9월 14일에는 〈Time of the Season〉 (테이크 1)을 녹음했다. 세션은 11월에 종료되었고, 마지막으로 녹음된 곡은 1967년 11월 7일에 녹음된 〈Changes〉 (테이크 5)였다.
음반이 정해진 기한과 빠듯한 예산 안에서 녹음되었기 때문에, 좀비스는 사전에 철저히 리허설을 거쳐 스튜디오에서 빠르게 작업했다. 이로 인해 세션 동안 미사용 곡이나 아웃테이크가 전혀 녹음되지 않았다. 첼로와 멜로트론 파트는 〈A Rose for Emily〉에 추가되었으나 최종 믹싱 단계에서 제외되었다.

## 구성 및 음악
《Odessey and Oracle》의 스타일은 "풍부하고 바로크풍의 챔버 팝"으로 분류되어 왔다. 음반의 작곡 스타일은 "환각적인 멜로디, 장식적인 코러스, 풍부한 멜로트론 사운드를 탄탄한 하드 록 기반 위에 섞어놓은 것"으로 묘사되었다. 올뮤직의 브루스 에더는 음반의 연주 스타일을 "맑고 울려 퍼지는 하드 기타와 매우 선율적인 피아노"로 특징지었다. 수록곡 중 일부는 블루아이드 솔로 분류되기도 했다.
《NME》의 팻 롱은 특히 로드 아전트의 키보드 연주 스타일에서 재즈의 영향이 드러난다고 언급했다. 아전트가 사용한 키보드 악기에는 하프시코드, 오르간, 하르모니움 등이 포함된다. 음악 평론가 짐 디로가티스는 이 음반을 "잃어버린 잉글랜드의 순수함에 대한 쓸쓸한 회고"라고 표현했다. 이 음반의 사운드는 비치 보이스의 《Pet Sounds》와 비교되기도 한다.

## 커버 아트
커버 아트에는 로드 아전트가 윌리엄 셰익스피어의 《템페스트》에서 인용한 짧은 글이 담겨 있다. 제목에서 "odyssey"의 철자가 잘못 표기된 것은 LP 커버 디자이너 테리 퀼크 (화이트의 친구)의 실수로 인한 것이었다. 밴드는 이 철자 실수가 의도된 것이라고 주장하며 발매 당시 이를 덮으려 했다. 음반 뒷면에는 "정말로, 음악은 매우 개인적인 것이다. 그것은 한 사람의 경험의 산물이다. 아무도 서로 완전히 같지 않기 때문에, 각 작가는 전할 무언가 고유한 것을 가지고 있다. 그렇기에 다른 것을 단순히 복사한 것이 아닌 어떤 것이든 들을 가치가 있는 것이다."라고 적혀 있다.

## 곡 목록
| #  | 제목                      | 작사·작곡     | 재생 시간 |
| -- | ------------------------- | ------------- | --------- |
| 1. | 〈Care of Cell 44〉       | 로드 아전트   | 3:57      |
| 2. | 〈A Rose for Emily〉      | 아전트        | 2:19      |
| 3. | 〈Maybe After He's Gone〉 | 크리스 화이트 | 2:34      |
| 4. | 〈Beechwood Park〉        | 화이트        | 2:44      |
| 5. | 〈Brief Candles〉         | 화이트        | 3:30      |
| 6. | 〈Hung Up on a Dream〉    | 아전트        | 3:02      |

| #   | 제목                                    | 작사·작곡 | 재생 시간 |
| --- | --------------------------------------- | --------- | --------- |
| 7.  | 〈Changes〉                             | 화이트    | 3:20      |
| 8.  | 〈I Want Her, She Wants Me〉            | 아전트    | 2:53      |
| 9.  | 〈This Will Be Our Year〉               | 화이트    | 2:08      |
| 10. | 〈Butcher's Tale (Western Front 1914)〉 | 화이트    | 2:48      |
| 11. | 〈Friends of Mine〉                     | 화이트    | 2:18      |
| 12. | 〈Time of the Season〉                  | 아전트    | 3:34      |